# Matt O'Riley
Matthew Sean O'Riley (Municipio de Hounslow, Inglaterra, 21 de noviembre de 2000) es un futbolista danés que juega de centrocampista en el Brighton & Hove Albion F. C. de la Premier League.

## Trayectoria

### Fulham F. C.
Se incorporó a la academia del Fulham F. C. a la edad de ocho años, habiendo jugado previamente en el NPL Youth de Teddington. Pasó por varias categorías de edad y acabó convirtiéndose en un habitual de los equipos sub-18 y de reserva del club. Debutó con el primer equipo el 8 de agosto de 2017 en la victoria a domicilio en la primera ronda de la Copa de la Liga contra el Wycombe Wanderers F. C.
Durante las dos temporadas siguientes apareció con el equipo sub-21 del club en varios partidos de la liguilla del EFL Trophy mientras estaba al margen del primer equipo. Debutó en la EFL Championship el 1 de enero de 2020 como suplente en el minuto 19 en la derrota por 2-1 en casa ante el Reading F. C. Dejó el club en el verano de 2020, tras rechazar un nuevo contrato de tres años con el primer equipo en medio de los rumores de interés de varios clubes nacionales y extranjeros.

### Milton Keynes Dons F. C.
El 24 de enero de 2021 fichó por el Milton Keynes Dons F. C., tras pasar seis meses entrenando con el equipo como agente libre desde que dejó el Fulham. Menos de una semana después de su incorporación, el 30 de enero de 2021, marcó el primer gol de su carrera profesional.
Tras un impresionante comienzo de la temporada 2021-22, el 11 de diciembre de 2021 fue nombrado Jugador Joven de la EFL del mes de noviembre de 2021, mes en el que marcó cuatro goles en otros tantos partidos.

### Celtic F. C.
El 20 de enero de 2022 se incorporó al Celtic F. C., con un contrato de cuatro años y medio por una cantidad de 1 500 000 libras esterlinas, después de que el club pagara su cláusula de liberación. Debutó el 26 de enero de 2022, siendo titular en la victoria a domicilio por 2-1 ante el Heart of Midlothian F. C. El 9 de febrero de 2022 marcó su primer gol con el club en una victoria a domicilio por 3-2 contra el Aberdeen F. C. El 9 de abril de 2022 marcó un doblete en la victoria por 7-0 en casa contra el St. Johnstone F. C.

## Selección nacional
Fue internacional juvenil con Inglaterra. Además de a Inglaterra, puede representar a Dinamarca y a Noruega por parte de su familia materna. En marzo de 2022 fue convocado por primera vez con la selección sub-21 de Dinamarca.

## Estadísticas

### Clubes
Actualizado al último partido disputado el 27 de diciembre de 2024.
| Club                                    | Div.          | Temporada     | Liga  | Liga  | Liga   | Copas nacionales | Copas nacionales | Copas nacionales | Copas internacionales | Copas internacionales | Copas internacionales | Total | Total | Total  |
| Club                                    | Div.          | Temporada     | Part. | Goles | Asist. | Part.            | Goles            | Asist.           | Part.                 | Goles                 | Asist.                | Part. | Goles | Asist. |
| --------------------------------------- | ------------- | ------------- | ----- | ----- | ------ | ---------------- | ---------------- | ---------------- | --------------------- | --------------------- | --------------------- | ----- | ----- | ------ |
| Fulham F. C. Inglaterra                 | 2.ª           | 2017-18       | 0     | 0     | 0      | 2                | 0                | 0                | —                     | —                     | —                     | 2     | 0     | 0      |
| Fulham F. C. Inglaterra                 | 1.ª           | 2018-19       | 0     | 0     | 0      | 1                | 0                | 0                | —                     | —                     | —                     | 1     | 0     | 0      |
| Fulham F. C. Inglaterra                 | 2.ª           | 2019-20       | 1     | 0     | 0      | 1                | 0                | 0                | —                     | —                     | —                     | 2     | 0     | 0      |
| Fulham F. C. Inglaterra                 | Total club    | Total club    | 1     | 0     | 0      | 4                | 0                | 0                | 0                     | 0                     | 0                     | 5     | 0     | 0      |
| Milton Keynes Dons F. C. Inglaterra     | 3.ª           | 2020-21       | 23    | 3     | 2      | 1                | 0                | 0                | —                     | —                     | —                     | 24    | 3     | 2      |
| Milton Keynes Dons F. C. Inglaterra     | 3.ª           | 2021-22       | 26    | 7     | 5      | 3                | 0                | 1                | —                     | —                     | —                     | 29    | 7     | 6      |
| Milton Keynes Dons F. C. Inglaterra     | Total club    | Total club    | 49    | 10    | 7      | 4                | 0                | 1                | 0                     | 0                     | 0                     | 53    | 10    | 8      |
| Celtic F. C. Escocia                    | 1.ª           | 2021-22       | 16    | 4     | 2      | 2                | 0                | 0                | 2                     | 0                     | 0                     | 20    | 4     | 2      |
| Celtic F. C. Escocia                    | 1.ª           | 2022-23       | 38    | 3     | 12     | 8                | 1                | 1                | 6                     | 0                     | 0                     | 52    | 4     | 13     |
| Celtic F. C. Escocia                    | 1.ª           | 2023-24       | 37    | 18    | 13     | 6                | 1                | 2                | 6                     | 0                     | 3                     | 49    | 19    | 18     |
| Celtic F. C. Escocia                    | 1.ª           | 2024-25       | 2     | 0     | 1      | 1                | 0                | 0                | —                     | —                     | —                     | 3     | 0     | 1      |
| Celtic F. C. Escocia                    | Total club    | Total club    | 93    | 25    | 28     | 17               | 2                | 3                | 14                    | 0                     | 3                     | 124   | 27    | 34     |
| Brighton & Hove Albion F. C. Inglaterra | 1.ª           | 2024-25       | 6     | 1     | 0      | 1                | 0                | 0                | —                     | —                     | —                     | 7     | 1     | 0      |
| Brighton & Hove Albion F. C. Inglaterra | Total club    | Total club    | 6     | 1     | 0      | 1                | 0                | 0                | 0                     | 0                     | 0                     | 7     | 1     | 0      |
| Total carrera                           | Total carrera | Total carrera | 149   | 36    | 35     | 26               | 2                | 4                | 14                    | 0                     | 3                     | 189   | 38    | 42     |

## Palmarés

### Títulos nacionales
| Título                     | Club         | País    | Año  |
| -------------------------- | ------------ | ------- | ---- |
| Scottish Premiership       | Celtic F. C. | Escocia | 2022 |
| Copa de la Liga de Escocia | Celtic F. C. | Escocia | 2023 |
| Scottish Premiership       | Celtic F. C. | Escocia | 2023 |
| Copa de Escocia            | Celtic F. C. | Escocia | 2023 |
| Scottish Premiership       | Celtic F. C. | Escocia | 2024 |
| Copa de Escocia            | Celtic F. C. | Escocia | 2024 |